# Revista Africana de Medicina Tradicional, Complementar e Alternativa
Revista Africana de Medicina Tradicional, Complementar e Alternativa publica pesquisas em todas as áreas de aplicação de plantas medicinais, medicina tradicional, medicina complementar e alternativa, e tecnologias agrícolas, além de alimentos e promoção do uso saudável dos medicamentos. Ela é captada e indexada no PubMed/MEDLINE. 